# Kalamazoo Wings
A Kalamazoo Wings egy amerikai jégkorongcsapat az michigani Kalamazoo-ban. A franchise az 1999-es alapításól 2000-ig a United Hockey League-ben játszott Madison Kodiaks néven, 2000-ben lett Kalamazoo Wings a csapat neve, 2007-től az International Hockey League-ben játszott, majd a 2009-10-es szezontól kezdve az ECHL-ben játszik, azon belül a nyugati főcsoportnak a központi divíziójában. A klub az 5113 férőhelyes Wings Event Centerben játszik. A csapat partnerszerződésben áll a National Hockey League-ben szereplő Vancouver Canucks-szal, illetve az American Hockey League-ben szereplő Abbotsford Canucks-szal.

## Története
A franchise-ot 1999-ben alapították Madison Kodiaks néven a United Hockey League-ben.

### Franchise története
- 1999–2000: Madison Kodiaks
- 2000–napjainkig: Kalamazoo Wings

## Helyezések
A csapat eddigi legjobb eredménye a 2010-11-es szezonban játszott döntőt, amiben az Alaska Aces győzött 1-4-es arányban győzött.